# Камшиловка (река)
Камши́ловка — речка в Московской области, левый и самый крупный приток реки Любосеевки, правого притока Вори.

## География
Источник находится недалеко от села Трубино. Течёт всё время на юг. Протекает по территориям Трубинского, Гребневского и Анискинского сельских поселений Щёлковского района. Впадает в Любосеевку на территории села Улиткино, образуя непосредственно перед впадением пруд. В середине течения протекает западнее урочища «Бычеровский лес» и заказника «Муравей», далее рядом с одноимённым селом Камшиловка, около которого образует пруд. Длина реки примерно 5 км.

## Название
Речку Камшиловка в районе истока жители Трубино называют Калита или Калитвенка. По разным данным речка или одноимённая с ней деревня Камшиловка также называлась Камшилиха или Камшилинка.

## Достопримечательности
Представляет интерес единственная в Подмосковье освящённая в честь Святой мироносицы Марии Магдалины церковь в селе Улиткино (1747), построенная княжной Марией Кантемир (1700—1754), дочерью молдавского господаря, князя Дмитрия Константиновича и любовницей императора Петра Великого.